# Симиренки (село)
Симире́нки (до 2024 року — Мічуріне) — село в Україні, у Синюхинобрідській сільській громаді Первомайського району Миколаївської області. Населення становить 325 осіб.

## Назва
19 вересня 2024 року Верховна Рада підтримала перейменування села Мічуріне на Симиренки, на честь Володимира Симиренка. 26 вересня 2024 року перейменування набуло чинності.

## Населення

### Мова
Розподіл населення за рідною мовою за даними перепису 2001 року:
| Мова       | Кількість | Відсоток |
| ---------- | --------- | -------- |
| українська | 307       | 94.46%   |
| російська  | 17        | 5.23%    |
| вірменська | 1         | 0.31%    |
| Усього     | 325       | 100%     |